# Western Union (goélette)
Pour l'entreprise financière et de communication, spécialisée dans le transfert d'argent, voir Western Union.
Le Western Union est une goélette, à coque de bois, construite en 1893 à Key West en Floride. Il appartient à l'association Schooner Western Union Maritime Museum de Key West depuis 1997.
Il est inscrit au Registre national des lieux historiques des États-Unis par le National Park Service depuis 1984.

## Histoire
Cette goélette a été construite à la Thompson Entreprises de Key West en Floride par Herbert Elroy Arch d'après le modèle de schooner utilisé dans cette région dans les années 1800. Le Western Union a été le dernier grand voilier à être construit et lancé de Key West pour la société de pêche Western Union Thompson Fish Company.
Il est loué à la Western Union Telegraph Company qui l'utilise pour la vérification et réparation du câble télégraphique sous-marin reliant la Floride à l'île de Cuba et des autres îles des Caraïbes jusqu'en 1974.
En 1974, le Western Union est reconverti en voilier pour passagers et skippé par John Krause. Il est utilisé comme navire dans le film Amistad et participe à l'Opsail de New York en 1976.
En 1984, il est acheté par la Vision Quest National, Ltd. de Philadelphie. Il est rebaptisé New Way et sert pour des enfants handicapés.
En 1997, il est racheté, et le Western Union devient le vaisseau-amiral de Key West en naviguant comme voilier-charter. Il est exploité par le Schooner Western Union Maritime Museum.